# 1 gegen 100
1 gegen 100 ist ein Quizshow-Format, das vom niederländischen Unternehmen Endemol stammt und ursprünglich als Eén tegen 100 bekannt wurde.
Die Sendungen wurden zunächst testweise in der niederländischen Stadt Hilversum aufgezeichnet und umfassten rund 60 Minuten pro Show. 1 gegen 100 ist die von RTL, ORF 1 und SRF 1 ausgestrahlte deutsche, österreichische bzw. schweizerische Variante. In den USA läuft das Format unter dem Titel 1 vs. 100 bei NBC. Der Erstausstrahlungstermin in Deutschland war im Jahr 2002, wobei die Sendung von Linda de Mol moderiert wurde. Vom 5. Mai 2008 bis zum 22. August 2008 zeigte RTL eine 30-minütige von Wolfram Kons moderierte Variante im Nachmittagsprogramm.
Die österreichische Ausgabe der Show wurde von Klaus Eberhartinger moderiert; die niederländische Version präsentiert Caroline Tensen und in den USA moderierte der Schauspieler Bob Saget die Sendung.
Die Ausstrahlung in der Schweiz startete am 1. September 2008 (Moderation: Susanne Kunz (2008–2019), Angélique Beldner (seit 2020)). Sven Epiney sprang von Januar 2021 bis März 2021 für Angélique Beldner ein, die bei den Dreharbeiten zu 1 gegen 100 im Dezember 2020 vorübergehend ihre Stimme verlor.

## Das Spielprinzip

Moderatorin Linda de Mol bei "Einer gegen 100" (2002)

In der ursprünglichen Version stehen 101 Kandidaten auf einer Tribüne im Studio, wobei jeder von ihnen ein Abstimmgerät zur Beantwortung der gestellten Fragen hat. Ein Zufallsgenerator wählt am Anfang der Show einen der Kandidaten aus, welcher sich auf einen Stuhl in der Mitte des Studios setzt. Der Moderator stellt in jeder Runde eine Kategorie vor, wie z. B. „Film & Fernsehen“. Nun kann der Kandidat wählen, ob er eine leichte oder schwere Frage zu diesem Thema gestellt bekommen will. Nach der Entscheidung liest der Moderator eine Frage mit 3 Antwortmöglichkeiten vor und die 100 Kontrahenten haben für die Beantwortung sechs Sekunden Zeit. Danach muss der Kandidat ohne Zeitlimit die Frage beantworten. Ist seine Antwort richtig, kommt er in die nächste Runde. Nun überprüft der Moderator die Antworten der 100 Kandidaten. Wurde eine falsche Antwort gegeben, dürfen die betreffenden Personen nicht mehr weiter mitspielen. Anschließend wird die nächste Frage gestellt. Ziel des Spiels ist es, alle 100 Gegner „wegzuspielen“, d. h. als einzig verbleibender übrigzubleiben. Dabei spielt es keine Rolle, wie viele Fragen man dafür braucht.
In den neuen deutschen Versionen steht der Hauptkandidat von Anfang an fest. Er spielt gegen 100 Gegner und alle bekommen die gleiche Frage ohne Nennung des Wissensgebiets oder der Möglichkeit, einen Schwierigkeitsgrad zu bestimmen, gestellt. Unter den 100 befinden sich in der Regel auch herausragende Personen. Meist sind RTL-Stars, Vertreter bestimmter Gruppen wie „Professoren“ oder „Türsteher“ und ein persönlicher Bekannter des Kandidaten anwesend.
In Österreich wird das gleiche Prinzip wie in der ursprünglichen Version verwendet, mit der Ausnahme, dass die Frage nicht nach Thema oder Schwierigkeit gewählt werden kann. Hat der Kandidat eine Frage falsch beantwortet, wird das erspielte Geld unter den verbliebenen Kontrahenten verteilt.
In der Schweiz kann der Kandidat bei jeder Frage zwischen zwei Themenbereichen auswählen; die Frage „zurückgeben“ und zur anderen wechseln (wie bei Rette die Million!) ist aber nicht erlaubt.

## „Wert“ der ausgeschiedenen Gegenspieler
In der ersten Runde ist jeder der 100 Kontrahenten 500 € „wert“, wenn er „weggespielt“ wird. Falls beispielsweise 14 Gegner in der ersten Runde aus dem Spiel ausscheiden, so gewinnt der Kandidat 7.000 €. In der nächsten Runde würden lediglich noch 86 Gegner verbleiben, auf die sich nun der Gesamtbetrag von 50.000 € aufteilt. Somit wäre dann in der zweiten Runde jeder Kandidat schon 581 € „wert“. Den erspielten Betrag auf dem Konto erhält man jedoch nur dann, wenn alle anderen Kandidaten ausgeschieden sind.
Da man sich vor der Frage für die Schwierigkeitsgrade „leicht“ oder „schwer“ entscheiden kann, ist es für den Kandidaten aus mathematischer Sicht sehr unlogisch, die schwere Frage zu wählen. Zum einen erhöht sich die Wahrscheinlichkeit, dass der Kandidat scheitert und kein Geld gewinnt und zum anderen ist es ungünstig, gleichzeitig viele Kontrahenten ausscheiden zu lassen, da man dann weniger Geld gewinnt.
Ein Beispiel: Es sind noch 100 Gegenspieler übrig. Der Kandidat wählt die schwere Frage und spielt damit 7 Gegner aus dem Spiel. Er bekommt pro Gegner 50.000 € : 100 = 500 €, insgesamt also 7 × 500 € = 3.500 €.
Würde er mit leichten Fragen jeweils bloß einen Gegner wegspielen, bekäme er für den ersten Gegner 50.000 € : 100 = 500 €, für den nächsten Gegner 50.000 € : 99 = 505,05 € usw. Beim siebten Gegner erhielte er dann schon 50.000 € : 94 = 531,91 €; insgesamt also 3.609,77 €.
Die theoretisch höchste Gewinnsumme – d. h. wenn jeder Gegner einzeln „weggespielt“ wird – beträgt 259.368,89 €.
In den USA kann der Kandidat den Gesamtbetrag von 1.000.000 $ gewinnen, wobei in den ersten drei Runden jeder ausgeschiedene Kandidat 1000 $ einbringt.

## Gewinne in der deutschen Version
Der Fragenwert beginnt bei 50 € und steigt mit jeder weiteren Frage, bis er schließlich 1.000 € erreicht (siehe den folgenden Gewinnbaum). Für jeden Gegner, der die Frage falsch beantwortet, bekommt der Hauptkandidat diesen Gegenwert. Sollte der Hauptkandidat es schaffen, alle Gegner ausscheiden zu lassen, erhält er 100.000 €.
Dabei ist es egal, wie viel der Hauptkandidat bisher erspielt hat. Mit der letzten richtigen Antwort erhält er 100.000 €. Sollte er eine Frage falsch beantworten, auch die entscheidende 100.000 € Frage, wird das bisher erspielte Geld unter den verbliebenen restlichen Gegnern aufgeteilt.
| Frage | Gewinn per Elimination |
| ----- | ---------------------- |
| 13+   | 1.000 €                |
| 12    | 750 €                  |
| 11    | 600 €                  |
| 10    | 500 €                  |
| 9     | 450 €                  |
| 8     | 400 €                  |
| 7     | 350 €                  |
| 6     | 300 €                  |
| 5     | 250 €                  |
| 4     | 200 €                  |
| 3     | 150 €                  |
| 2     | 100 €                  |
| 1     | 50 €                   |

In der Sendung vom 24. Juli 2008 schaffte es ein Kandidat erstmals, alle 100 Gegner zu schlagen, und gewann 100.000 €.

## Gewinne in der österreichischen Version
In der österreichischen Variante der Show erhält der Kandidat fixe Geldbeträge pro 10 ausgeschiedene Gegner (siehe den folgenden Gewinnbaum). Mit dem letzten eliminierten Gegner gewinnt man auch in Österreich 100.000 €.
| Weggespielte Gegner | Gewinn    |
| ------------------- | --------- |
| 100                 | 100.000 € |
| 90–99               | 75.000 €  |
| 80–89               | 50.000 €  |
| 70–79               | 25.000 €  |
| 60–69               | 10.000 €  |
| 50–59               | 7.500 €   |
| 40–49               | 5.000 €   |
| 30–39               | 2.500 €   |
| 20–29               | 1.000 €   |
| 10–19               | 500 €     |
| 0–9                 | 0 €       |

## Gewinne der Schweizer Version
In der Schweizer Version bekommt der Kandidat in jeder Runde pro weggespieltem Gegner 1.000 Schweizer Franken. Am Anfang des Spiels muss der Kandidat entscheiden, ob er mit dem 2-fach-Joker (auch Doppel-Joker genannt) oder dem ABC-Joker spielen möchte. Diese können nur einmal eingesetzt werden. Der 2-fach-Joker bringt pro weggespieltem Gegner 2.000 statt 1.000 Schweizer Franken ein. Mit dem ABC-Joker kann der Kandidat bei einer Antwortmöglichkeit seiner Wahl erfragen, wie viele der verbleibenden Gegner diese Antwort gewählt haben. Er bekommt so einen Anhaltspunkt, jedoch kein Geld für die weggespielten Gegner. Zusätzlich hat der Kandidat drei Joker. Setzt er einen Joker, muss er die Frage nicht richtig beantworten, bekommt aber für die weggespielten Gegner kein Geld und sein bisheriger Gewinn wird halbiert.
Sobald mindestens 75 Herausforderer ausgeschieden sind, hat der Kandidat die Möglichkeit, einen weiteren Joker („Extra-Joker“) zu erspielen. Dazu wird ihm eine Frage zum Thema Musik gestellt, wobei am Anfang eine Melodie eingespielt wird. Bei dieser Frage dürfen zudem nur der 2-fach- oder der ABC-Joker eingesetzt werden. 
Sind alle 100 Gegner besiegt, kann der Kandidat entscheiden, ob er den erspielten Gewinn mitnimmt oder um einen Bonus von 25.000 Franken spielen möchte. Dazu muss er die zuletzt gestellte Frage (die zu diesem Zeitpunkt noch nicht aufgelöst ist) korrekt beantworten. Gelingt dies, erhält er den Bonus zusätzlich zum erspielten Gewinn. Antwortet er falsch, verliert er das ganze Geld.
In der Schweizer Version kann man nicht während des Spiels das Studio verlassen und das bisher erspielte Geld nach Hause nehmen. Man gewinnt erst, wenn alle 100 Gegner besiegt sind, was aber mit den drei Schweizer Jokern wesentlich einfacher ist als in der deutschen bzw. österreichischen Version.

## Die Joker
Nach jeder gespielten Frage fragt der Moderator den Kandidaten „Geld oder Gegner?“ (in Österreich: „Beute oder Meute?“). Das heißt so viel wie: den Gewinn mitnehmen oder weiterspielen. Entscheidet sich der Hauptkandidat für Letzteres, spielt er weiter. Jede gestellte Frage muss er beantworten. Braucht er Hilfe, stehen ihm drei Joker zur Verfügung, die er immer (und auch in Kombination) verwenden darf.
In der Schweizer Version hat der Kandidat keine Möglichkeit das Spiel zu beenden bis alle 100 Gegenspieler ausgeschieden sind. Er hat allerdings drei Mal die Möglichkeit, die Frage nicht zu beantworten (eine vierte kann er im Spiel erspielen). Setzt er einen Joker, halbiert sich sein bisher erspieltes Geld und er erhält für die in dieser Runde ausgeschiedenen Gegner kein Geld.

### Frag Alle/Mehrheitsjoker
Tendiert der Kandidat zu einer bestimmten Antwort, kann er sich anzeigen lassen, wie viele der Gegner diese, von ihm bestimmte, Antwortmöglichkeit gewählt haben. Der Wert dieses Jokers sinkt mit der Anzahl der weggespielten Gegner, da weniger Befragte eine niedrigere statistische Relevanz bedeutet.

### Frag Zwei/Entscheidungsjoker
Es werden automatisch zwei Gegner ausgewählt, wobei einer von ihnen die richtige und einer die falsche Antwort gewählt hat. Beide müssen ihre Entscheidung erklären. Der Vorteil für den Hauptkandidaten ist, dass eine falsche Antwort somit definitiv wegfällt.

### Frag Einen/Expertenjoker
Der Hauptkandidat sucht sich aus den verbleibenden Gegnern einen aus, den er für „vertrauensvoll“ hält, und lässt sich von ihm seine Antwort erklären. Dabei ist nicht klar, ob die von dem Gegner gegebene Antwort falsch ist.

## Die Musik
Es gibt bei 1 gegen 100 zwei Richtungen von „Musikeinlagen“, die beide von dem niederländischen Komponisten Martijn Schimmer komponiert wurden.

## Online
Am 12. Juli 2008 stellte Microsoft eine Adaption von „1 gegen 100“ über den eigens betriebenen Onlinespieledienst Xbox Live zur Verfügung. Dieser Service war nur für Xbox Live Gold Mitglieder aufrufbar. Im Sommer 2010 ist das Spiel wieder eingestellt worden.